# Hajdar Abádí
Hajdar Abádí (* 25. dubna 1952, Bagdád) je bývalým premiérem Iráku. V minulosti byl pronásledován režimem prezidenta Saddáma Husajna, žil proto ve Spojeném království. Do politického života své země se zapojil až po svržení Husajna v roce 2003, kdy se na necelý rok stal ministrem komunikací. Poté, co skončil v ministerské funkci, pracoval jako poradce bývalého premiéra Núrího Málikího. Stejně jako on je členem strany Hlas islámu.

## Život
Abádí, šíitský muslim, studoval v Bagdádu, později v Manchesteru. Původním povoláním je elektroinženýr.
V letech 2003-2004 byl ministrem komunikací v přechodné vládě. V roce 2005 byl pověřen likvidací Al-Káidy v severoiráckém městě Tal Afar, což se mu díky sjednocení místních kmenů podařilo.

## Rodina
Dva bratři Abádího byli v roce 1982 popraveni za členství v Hlasu islámu.